# نیروی دریایی کرواسی
نیروی دریایی کرواسی (کرواتی: Hrvatska ratna mornarica) نیروی دریایی زیرمجموعه نیروهای مسلح جمهوری کرواسی است، که در سال ۱۹۹۱ تأسیس شد.